# شنگ بزرگ ساردینیایی
شنگ بزرگ ساردینیایی (نام علمی: Megalenhydris barbaricina) نام یک گونه از تیره راسویان است.